# Mê Linh, Lâm Hà
Mê Linh là một xã thuộc huyện Lâm Hà, tỉnh Lâm Đồng, Việt Nam.

## Địa lý
Xã Mê Linh có diện tích 42,91 km², dân số năm 2022 là 8.266 người, mật độ dân số đạt 192 người/km².

## Hành chính
Xã Mê Linh được chia thành 10 thôn: 1, 2, 3, 5, 8, 9, Buôn Chuối, Cổng Trời, Hang Hớt, Thực Nghiệm.

## Lịch sử
Ngày 24 tháng 10 năm 1987, Hội đồng Bộ trưởng ban hành Quyết định số 157-HĐBT về việc:
- Thành lập xã Mê Linh thuộc huyện Đức Trọng trên cơ sở vùng kinh tế mới.
- Chuyển xã Mê Linh thuộc huyện Đức Trọng về huyện Lâm Hà mới thành lập quản lý.

Ngày 11 tháng 12 năm 2015, HĐND tỉnh Lâm Đồng ban hành Nghị quyết số 151/2015/NQ-HĐND về việc thành lập Thôn 5 trên cơ sở một phần của Thôn 3.